# Cryptophion strandi
Cryptophion strandi là một loài tò vò trong họ Ichneumonidae.